# 16e étape du Tour d'Italie 1999
Pour un article plus général, voir Tour d'Italie 1999.
La 16e étape du Tour d'Italie 1999 s'est déroulée le 31 mai dans les régions du Piémont et de la Lombardie. Le parcours de 241 kilomètres était disputé entre Biella, dans la province éponyme et Lumezzane dans celle de Brescia. Elle a été remportée par le Français Laurent Jalabert de la formation espagnole ONCE.

## Récit
Cette étape est le théâtre d'un nouveau duel entre Marco Pantani, maillot rose et Laurent Jalabert. Les deux hommes forts de ce Giro se disputent la victoire d'étape au sprint, et c'est finalement le Champion de France qui est déclaré vainqueur après examen de la photo-finish.

## Classement de l'étape
| \| 1. \| Laurent Jalabert \| \| ONCE \| en \| \| \| 2. \| Marco Pantani \| \| Mercatone Uno \| + \| 0 s \| \| 3. \| Gilberto Simoni \| \| Ballan \| \| m.t. \| |                  |  |               |    |      |
| 1. | Laurent Jalabert |  | ONCE          | en |      |
| 2. | Marco Pantani    |  | Mercatone Uno | +  | 0 s  |
| 3. | Gilberto Simoni  |  | Ballan        |    | m.t. |

## Classement général
| \| 1. \| Marco Pantani \| \| Mercatone Uno \| en \| \| \| 2. \| Paolo Savoldelli \| \| Saeco \| + \| 2 min 05 s \| \| 3. \| Laurent Jalabert \| \| ONCE \| \| 2 min 06 s \| |                  |  |               |    |            |
| 1. | Marco Pantani    |  | Mercatone Uno | en |            |
| 2. | Paolo Savoldelli |  | Saeco         | +  | 2 min 05 s |
| 3. | Laurent Jalabert |  | ONCE          |    | 2 min 06 s |